# Glosar auto
Prezentul glosar conține termeni din domeniul vehiculelor, al transportului rutier și al construcției de drumuri.
- 4WD - tracțiune 4x4: toate cele patru roți sunt antrenate de motor; altă denumire: AWD (All Wheel Drive).

## A
- ABS - vezi sistem de antiblocare a roților.
- absorbitor de șocuri - sistem hidraulic pentru atenuarea oscilațiilor suspensiei, care se bazează pe transformarea mișcării în căldură prin împingerea forțată a uleiului prin canalele interne înguste ale unui dispozitiv tubular.[necesită citare]
- ACC - vezi control de croazieră adaptabil.[necesită citare]
- accelerator - mecanism care permite creșterea numărului turațiilor unui motor, accelerarea motorului, a vehiculului; pedală (sau manetă, buton) care comandă acest mecanism.[necesită citare]
- accelerometru - aparat pentru măsurarea accelerației autovehiculelor.[necesită citare]
- accesibilitate pietonală - gradul în care spațiile publice, cum ar fi străzile, trotuarele, parcurile și alte zone destinate pietonilor, sunt concepute și amenajate pentru a putea fi utilizate în mod eficient și sigur de către toate persoanele, indiferent de capacitățile lor fizice sau alte nevoi specifice.
- acces interzis - semn de circulație care interzice accesul tuturor vehiculelor pe sectorul de drum la capătul căruia este instalat; drum marcat prin acest semn de circulație.[necesită citare]
- accesoriu - componentă anexă a unui vehicul, care însoțește sau completează, suplimentar, un element principal al acestuia, în afara procesului de fabricație; exemple: elemente de tuning și de cosmetizare.[necesită citare]
- accident (rutier) - incident neprevăzut care implică vehicule sau pietoni pe drumuri publice și care duce la daune materiale, răniri sau chiar decese; poate varia în gravitate, de la coliziune minoră, care provoacă daune ușoare vehiculelor, până la accident fatal cu multiple victime.

- accident în lanț⁠(d) - coliziune care apare (în special pe autostrăzi sau pe drumuri de mare viteză) atunci când unul sau mai multe vehicule lovesc succesiv alte vehicule, declanșând un efect în lanț; sinonim: carambol.

- ACEA - vezi Asociația Europeană a Producătorilor de Automobile.[necesită citare]
- ac obturator - arc de reglare a unui carburator, care servește la deschiderea și închiderea accesului combustibilului în carburator; altă denumire: poantou.[necesită citare]
- acordare a priorității - obligația participanților la trafic de a nu-și continua deplasarea sau de a nu efectua orice alta manevră, dacă prin aceasta ceilalți participanți ar fi puși in pericol sau ar fi obligați să-și modifice brusc direcția sau viteza de deplasare; vezi și prioritate.[necesită citare]
- acostament - fâșie laterală din platforma unei șosele, de obicei nepavată, situată la marginea părții carosabile.[necesită citare]
- acroșare - agățare din mers a unui vehicul de un altul sau de un obstacol.[necesită citare]
- acționare hibridă - vezi hibrid, vehicul ~.
- acționare hidraulică - acționare bazată pe incompresibilitatea lichidelor (de regulă ulei și câteodată apă) și pe proprietățile acestora de a întâmpina rezistență atunci când sunt împinse cu putere într-un cilindru mic sau printr-un orificiu; astfel se mărește puterea forței aplicate; frânele și ambreiajul hidraulice folosesc acest principiu.[necesită citare]
- acvaplanare - pierdere a aderenței la șosea a unui automobil care se deplasează cu viteză mare, provocată de existența unei pelicule de apă între șosea și pneuri.[necesită citare]
- aderență - fenomen care permite dezvoltarea unei forțe de tracțiune la periferia roților motoare ale vehiculelor și împiedică alunecarea acestora pe calea de rulare.
- aditiv - substanță care se adaugă la un ulei mineral sau la un carburant (în special benzină) pentru a-i ameliora proprietățile.
- admisie - intrare dirijată, forțată a agentului motor în cilindru.
- aeroautomobil- vehicul terestru care se poate susține deasupra solului cu ajutorul unei perne de aer.[necesită citare]
- aerodinamic - (despre vehicule, despre forma sau profilul lor) construit astfel încât să întâmpine la înaintare o rezistență minimă la frecarea cu aerul, ceea ce conduce la reducerea consumului de combustibil; vezi și rezistență la înaintare.
- aeroscuter - motocicletă care se deplasează cu ajutorul unei perne de aer.[necesită citare]
- afișaj multifuncțional - afișaj la bord care indică o gamă largă de date despre vehicul, pentru a face condusul mai confortabil (de ex. temperatura lichidului de răcire, temperatura uleiului din motor, presiunea uleiului din motor, presiunea uleiului din cutia de viteze, temperatura uleiului din cutia de viteze etc).[necesită citare]
- afuiere - acțiunea de dezagregare și spălare locală a unui rambleu de drum sub acțiunea apei pluviale sau a unui curent de apă.[necesită citare]
- agent de circulație - (sub)ofițer de poliție cu îndrumarea, supravegherea și controlul circulației pe drumurile publice.[necesită citare]
- agresivitate - comportamentele periculoase, nepoliticoase sau violente ale conducătorilor auto care pun în pericol siguranța lor și a celorlalți participanți la trafic.
- airbag - echipament auto de securitate pasivă a pasagerilor, controlat electronic, numit și Sistem de Reținere Suplimentară (SRS) care, în caz de coliziune, se activează automat, un generator pirotehnic umplând cu gaz (azot), aproape instantaneu, o pungă specială de plastic, cu scopul de a proteja ocupanții automobilului de posibile răniri grave.
- alee - drum îngust, trasat și amenajat special, de regulă încadrat de plantații, destinat în mod obișnuit circulației pietonilor, bicicliștilor, călăreților etc., și pentru accesul la clădirile care nu sunt amplasate adiacent străzilor.[necesită citare]
- alezaj - diametrul interior al unui cilindru motor.[necesită citare]

- alezaj x cursă - relația dintre diametrul pistonului și lungimea cursei acestuia; cursa lungă indică un cuplu mai mare, iar cea scurtă putere mai mare.

- aliniament - sector în linie dreaptă din traseul unui drum, cuprins între două curbe.[necesită citare]
- alternator -  generator electric de curent alternativ care furnizează energie pentru sistemul electric al vehiculului și reîncarcă acumulatorul.
- ambalare - depășire a turației unui motor peste valoarea obișnuită.[necesită citare]
- ambielaj - ansamblul bielelor unui motor împreună cu arborele cotit; lagăr de bielă.[necesită citare]
- ambreiaj - organ de mașină care asigură o legătură temporară între doi arbori coaxiali, permițând și decuplarea în funcționare.

- ambreiaj hidraulic - ambreiaj la care arborii se cuplează prin intermendiul a două pompe de ulei⁠(d): cilindrul emițător și cilindrul receptor, care sunt conectate prin intermediul unui tub flexibil de presiune.

- ambulanță - vehicul special amenajat, destinat transportului la spital al persoanelor accidentate sau grav bolnave; salvare.
- ambuteiaj⁠(d) - blocaj sau de congestie a traficului rutier în care circulația vehiculelor este fie foarte lentă, fie complet oprită și care are drept cauze: volum mare de trafic, accident rutier, lucrări rutiere, semaforizare ineficientă, evenimente speciale, condiții meteo nefavorabile etc.[necesită citare]
- amenajări rutiere - totalitatea construcțiilor, dispozitivelor și mijloace tehnice amplasate pe drumul public în scopul asigurării securității rutiere, cu excepția celor destinate semnalizării.[necesită citare]
- amestec carburant - combinație aer - combustibil, caracterizată printr-un anumit raport masic corespunzător realizării optime a combustiei într-un motor cu ardere internă.
- amfibiu - vehicul special construit pentru a se putea deplasa atât pe uscat, cât și pe apă.[necesită citare]
- amiezită - îmbrăcăminte rutieră permanentă, confecționată din beton asfaltic cu filer de [[var [necesită citare]stins]], preparată la cald și așternută la rece.
- amortizor - dispozitiv montat între cadrul vehiculului și suspensia roților, având rolul de a reduce oscilațiile produse de denivelările drumului; acesta transformă energia mecanică a oscilațiilor în energie termică, disipând-o astfel pentru a asigura o călătorie mai lină.
- amprenta roții - urmă întipărită prin presarea pneului pe suprafața părții carosabile.[necesită citare]
- ampriză - suprafață de teren ocupată de elementele constructive ale drumului: parte carosabilă, trotuare, piste pentru cicliști, acostamente, șanțuri, rigole, șanțuri de gardă, ziduri de sprijin etc.[necesită citare]
- anrocament - strat de materiale granulare sau pietriș care este așezat și compactat pentru a forma o parte a structurii drumului, cu rolul de a oferi stabilitate și rezistență.
- antigel - soluție care coboară punctul de îngheț al apei de răcire din motoarele cu ardere internă.[necesită citare]
- anvelopă - (la roata de cauciuc a automobilului, a bicicletei etc.) parte exterioară de cauciuc vulcanizat care acoperă (protejează) camera cu aer.
- anvelopă de iarnă (sau de zăpadă) - anvelopă destinată pentru a fi utilizată în condiții de iarnă, cum ar fi (prezență de) zăpada și gheața.
- aprindere - inițierea arderii combustibilului unui motor cu ardere internă în camera de combustie.[necesită citare]
- arbore cotit - arbore cu unul sau mai multe coturi, care primește de la una sau mai multe biele o mișcare de rotație, pe care o transmite unui sistem antrenat; altă denumire: vilbrochen.
- arbore cu came - arbore rotitor, antrenat de vilbrochen, care are came sau dinți externi, folosit la închiderea și deschiderea valvelor de cilindru ale unui motor.
- arbore-motor - arbore care transmite mișcarea de rotație de la motor la sistemul antrenant.[necesită citare]
- arbore rigid - ax care sustine roțile care nu sunt acționate de motor.[necesită citare]
- aripă - parte laterală a caroseriei unui vehicul, așezată deasupra fiecăreia dintre roți și care are rolul de a proteja caroseria de noroi, de praf etc.[necesită citare]
- arteră - cale importantă de comunicație și de transport; magistrală de circulație.[necesită citare]

- arteră de penetrație - stradă în prelungirea unui drum public (interurban) care face legătura periferiei cu zona centrală a unui oraș.
- arteră de tranzit - drum public pe care, pe un anumit sector sau printr-o localitate, se desfășoară cu preponderență o circulație de trecere (traversare a localității).

- asfalt natural - amestec natural compus din materiale calcaroase sau silicioase impregnate cu bitum.[necesită citare]
- asfalt turnat - mixtură asfaltică specială la care golurile scheletului mineral sunt umplute integral cu mastic bituminos; se realizează la cald, cu bitum dur, nu necesită compactare și se recomandă pentru trotuare, străzi, platforme și căi pe poduri.[necesită citare]
- asfaltare - acoperire a unui drum cu strat de asfalt.[necesită citare]
- asfaltizare:[necesită citare]

- proces de desăvârșire a anrobării și închiderii stratului bituminos de la suprafața îmbrăcămintei sub efectul căldurii și circulației autovehiculelor;
- transformare în asfalt a țițeiului sau a bitumului din pătura asfaltică.
- asigurare auto⁠(d) - contract prin care un asigurător oferă protecție financiară unui proprietar de vehicul împotriva riscurilor asociate utilizării acestuia, cum ar fi accidente, daune, furt sau răspundere civilă față de terți, în schimbul plății unei prime de asigurare; vezi și Răspundere Civilă Auto.[necesită citare]
- asistent de frânare de urgență - sistem care ajută la maximizarea presiunii de frânare în cazul unei frânări de urgență, pentru a reduce distanța de oprire și a îmbunătăți siguranța autovehiculului; vezi și sistem de antiblocare a roților.[necesită citare]
- Asociația Europeană a Producătorilor de Automobile - (ACEA) organizație care reprezintă interesele producătorilor europeni de autovehicule.
- atelier de compactare - ansamblu de utilaje și de personal necesare pentru realizarea compactării terasamentelor sau a straturilor rutiere.[necesită citare]
- atenuator de șoc - amortizor elastic folosit pentru a rigidiza treptat suspensia, pe măsura ce aceasta atinge punctul maxim de comprimare.[necesită citare]
- ATF - vezi ulei pentru transmisie automată.[necesită citare]
- autobuz - automobil cu caroseria închisă sau parțial decapotabilă, folosit la transportul în comun al unui număr mare de persoane.

- autobuz articulat - vehicul asemănător autobuzelor normale, dar are o capacitate mai mare de pasageri deoarece este format din două elemente legate printr-un dispozitiv flexibil, care permite trecerea liberă a pasagerilor între cele două părți.
- autobuz ghidat - mijloc rutier de transport în comun dirijat din exterior, având un anumit sistem de ghidaj al traiectoriei.

- autocamion - automobil mare cu caroserie deschisă sau cu platformă, folosit pentru transporturi de materiale; denumire simplificată: camion.
- autocamionetă - vezi camionetă.
- automobil - vehicul cu patru (sau mai multe) roți pneumatice, mișcat de un motor, pentru transportul de pasageri și care nu depășește 10 locuri.
- autopilot adaptiv - vezi control de croazieră adaptabil.[necesită citare]
- autostradă - șosea modernă de mare capacitate, rezervată exclusiv circulației autovehiculelor și având de obicei cele două sensuri de circulație separate între ele.
- autoturism - automobil cu caroserie închisă sau deschisă, cu care se transportă un număr redus de persoane.
- autoutilitară - autovehicul destinat transportului unor produse de uz curent sau unor cantități mici de mărfuri.[necesită citare]
- AWD - vezi 4WD.
- axa drumului - linie continuă, vizibilă printr-un marcaj longitudinal, care separă cele două sensuri de circulație.[necesită citare]
- ax(ă) cardanic(ă) - arbore de transmisie care leagă cutia de viteze a unui motor cu arborele diferențialului.[necesită citare]
- axă de direcție:[necesită citare]

- linia care intersectează pivoții de direcție superiori și inferiori de la roata virată;
- (la un autovehicul cu suspensii rigide) linia formată la capătul de sus de suportul lonjeronului și la cel de jos de articulația sferică.
- ax oscilant - tip de suspensie independentă, în partea din spate a autovehicullui, ce folosește semiarbori care au articulații cardanice la capetele din interior, de ambele părți ale diferențialului.[necesită citare]

## B
- badijonare - operația de ungere, de regulă cu o peliculă de bitum, a suprafeței poroase a unei îmbrăcăminți rutiere urmată de acoperire cu agregate naturale mărunte.
- balonare - lățire a secțiunii transversale a unui pneu aflat sub presiune maximă.
- banchetă - fâșie de teren amenajată la baza taluzului de debleu pentru protejarea șanțului sau rigolei.
- bandă (de circulație) - subdiviziune longitudinală a părții carosabile, de lățime care permite circulația pe un singur sens a unui șir de autovehicule.

- bandă cu țepi - echipament format dintr-un rând de țepi ascuțiți montați pe o bază flexibilă, utilizat de forțele de ordine pentru a opri vehiculele în mișcare într-un mod rapid și eficient.
- bandă de accelerare - bandă suplimentară care permite schimbarea benzii de circulație, fără a stânjeni alte vehicule.
- bandă de decelerare - bandă de circulație suplimentară, adiacentă părții carosabile, prevăzută la intersecția dintre două drumuri pentru a permite autovehiculelor care își reduc viteza la ieșirea pe un drum lateral, să nu jeneze participanții la trafic de pe drumul pe care îl părăsesc.
- bandă de ieșire din flux - bandă de circulație, adiacentă părții carosabile, care precede banda de decelerare, pentru a permite ieșirea unui flux lateral din fluxul principal de circulație.
- bandă de încadrare - fâșie consolidată din acostamentul drumului lângă partea carosabilă.
- bandă de pătrundere în flux - bandă de circulație prevăzută în continuarea benzii de accelerare pentru a permite accesul fluxului lateral în curentul principal de circulație.
- bandă de staționare accidentală - bandă suplimentară prevăzută la autostrăzi în partea dreaptă a căii unidirecționale, destinată opririi și staționării autovehiculelor în cazuri de necesitate.
- bandă de stocare - bandă de circulație, amenajată într-o intersecție, pe care vehiculele staționează în vederea schimbării direcției de mers.
- bandă de urgență - banda situată în partea dreaptă a unei autostrăzi, destinată staționării vehiculelor numai în cazuri strict justificate legal și circulației vehiculelor care intervin în cazuri de urgență.
- bandă pentru traficul lent - bandă suplimentară realizată în zonele cu declivități în scopul de a crea posibilitatea autovehiculelor care circulă cu viteze reduse să urce fără a stânjeni deplasarea autovehiculelor rapide, care se deplasează pe banda obișnuită.
- bandă pentru transportul în comun - bandă pe care sunt permise numai vehiculele de transport în comun, precum și cele care participă la intervenții de urgență.
- bandă reversibilă - bandă situată lângă axul drumului, pe care autovehiculele pot circula într-un sens sau altul, în funcție de intensitatea traficului.

- bară de direcție - bară de oțel articulată la ambele capete de roțile unui vehicul și care servește la orientarea acestora într-o anumită direcție.
- barieră - ansamblu de piese (partea principală fiind o bară orizontală) acționate manual sau mecanic care marchează închiderea circulației pe o anumită zonă.

- barieră de dezgheț - restricție temporară de tonaj introdusă pe un sector de drum pentru evitarea apariției degradărilor din îngheț-dezgheț, în perioada de dezgheț.

- berlină - autoturism cu două sau patru portiere și patru geamuri laterale; sinonim: sedan.
- bermă - banchetă amenajată pe taluzurile înalte, fragmentând lungimea acestora, în scopul măririi stabilității lor.
- beton asfaltic - mixtură asfaltică în care agregatele naturale principale sunt, de regulă, criblurile.

- beton asfaltic rugos - beton asfaltic cu un schelet mineral puternic (mai mult de 70 % cribluri) realizat printr-o tehnologie adecvată din care se execută un strat de uzură cu foarte mari asperități.

- beton cu armătură continuă, îmbrăcăminte din ~ - îmbrăcăminte rutieră din beton armat cu armătură longitudinală și transversală, fără rosturi transversale de contracție.
- bielă - piesa de legătură între bolțul pistonului sau al unui cap de cruce și fusul maneton al arborelui cotit.
- bifilar - (despre suspensii) care are două fire paralele.
- bitum - material de construcție folosit la prepararea asfaltului, obținut prin oxidarea reziduului rămas după distilarea uleiurilor din păcurile rezultate la distilarea primară a țițeiurilor neparafinoase selecționate.

- bitum aditivat - bitum cu adaos de substanțe tensioactive pentru îmbunătățirea adezivității acestuia.
- bitum fluidifiat - bitum amestecat cu un solvent în scopul de a-i diminua vâscozitatea.
- bitum fluxat - amestec de două bitumuri cu consistențe diferite sau a unui bitum dur cu un ulei mineral.
- bitum modificat - bitum în care s-au introdus diverse adaosuri (de exemplu polimeri) cu însușiri reologice superioare.
- bitum pentru drumuri - bitum utilizat la lucrările rutiere și care are o anumită consistență, capacitate de aglomerare a agregatelor naturale, solubilitate în sulfură de carbon și reactivitate chimică scăzută.
- bitum tăiat - amestec de bitum cu un solvent organic adecvat.

- blocaj - strat de fundație în structura rutieră realizat din piatră brută sau bolovani de râu, executat manual pe nisip sau balast.
- bloc motor - piesă metalică turnată a unui autovehicul, care cuprinde cilindrii motorului, pistoanele, camerele de răcire și conductele de distribuție.
- bombament - parte bombată a unei șosele, realizată pentru a asigura scurgerea apei.
- bonus-malus - sistem de evaluare și tarifare a asigurărilor auto⁠(d), care se bazează pe istoricul de daune al șoferului, cu scopul de a stimula șoferii să conducă în siguranță și să evite accidentele.
- bordură:

- material fasonat din piatră naturală sau prefabricat din beton, utilizat la încadrarea unor anumite tipuri de îmbrăcăminți rutiere sau a trotuarelor;
- zonă de la marginea dinspre carosabil a trotuarului.
- bornă rutieră:

- stâlp fixat pe marginea unui drum pentru indicarea kilometrajului, a distanței până la localitățile de pe șosea etc.;
- stâlp de beton de mică înălțime implantat la distanțe regulate în marginea unui drum carosabil.
- bracare - orientare a roțile directoare ale unui automobil pentru a vira.
- bretea de legătură - cale de racordare unidirecțională la o intersecție cu o autostradă.
- brișcă - vezi cabrioletă.
- buclă de racordare - bretea între două drumuri la o intersecție, cu întoarcere la circa 270°.
- buggy - mașină ușoară de divertisment, cu roți mari, carosată divers, bună pentru orice teren.
- bujie - organ al unui motor cu ardere internă prevăzut cu doi electrozi între care se produce scânteia electrică necesară aprinderii amestecului carburant.
- bulevard - stradă de categorie superioară, de tip urban, prevăzută cu culoare pentru pietoni, cicliști, spații verzi și cu intersecții semaforizate.

## C
- cab - cabrioletă englezească cu două roți, în care vizitiul stă pe un scaun înalt, la spate.
- cabină - încăpere mică, amenajată într-un vehicul, având destinații diverse.
- cabrare (sau cabraj) -  evoluție a unui autovehicul când demarează brusc.
- cabriolet(ă):

- automobil care are capotă de ploaie rabatabilă; caroserie cu o astfel de capotă;
- trăsură mică și ușoară, cu două roți, trasă de obicei de un singur cal; alte denumiri: brișcă, șaretă.
- cadastru rutier - totalitatea lucrărilor tehnice, economice și juridice, prin care se realizează cunoașterea și inventarierea sistematică și permanentă a proprietăților din zona drumului cu toate caracteristicile lor, în scopul asigurării protecției patrimoniului rutier.
- calaminare (sau calaminaj) - acoperire cu calamină a unor piese de la motoarele cu ardere internă.
- calamină - reziduu de cărbune provenit din arderea combustibilului într-un motor cu ardere internă, care se depune pe pereți, pe bujii etc., provocând perturbații în funcționarea acestuia.
- cală - piesă prismatică din lemn sau din metal care se așază în fața roții unui vehicul spre a-l imobiliza.
- calculator de bord - modul de control electronic situat la bordul unui autovehicul și care are rolul de a monitoriza anumite procese fizice și mecanice.
- cameră - tub de cauciuc unit la capete, care se umflă cu aer și care se așază înăuntrul anvelopei, pe roata unor vehicule.
- cameră de ardere - spațiu în care arde un combustibil într-un motor cu ardere internă în vederea folosirii energiei gazelor rezultate.
- cameră de carburație - parte a carburatorului în care se face carburația.
- camion - vezi autocamion.

- camion basculant - camion a cărui platformă se ridică pentru a descărca materialele transportate.

- camionaj:

- transport de mărfuri efectuat cu camioane, camionete etc.;
- serviciu sau societate comercială de transport cu camioane.
- camionetă - autocamion de dimensiuni reduse; sinonim: autocamionetă.
- canam - cursă automobilistică pe circuit în Canada și America, în cadrul căreia mașinile trebuie să aibă obligatoriu două locuri și patru roți, în rest regulamentul fiind liber.
- canton - clădire echipată cu utilajul necesar supravegherii și întreținerii unui sector de șosea.
- cantonier - lucrător calificat în întreținerea unui sector de drum de o anumită lungime, de regulă 5 km.
- capacitate a unui drum - numărul maxim de vehicule care pot trece printr-o secțiune de drum într-o perioadă de timp fără a provoca congestie și a cărui depășire poate conduce la blocaje și încetinirea traficului; vezi și flux de trafic.
- capotare - răsturnare a unui autovehicul prin ridicarea părții din spate.
- capotă:

- îmbrăcăminte din tablă sau din alt material cu care se acoperă un autovehicul în vederea protejării acestuia;
- acoperiș pliabil al unui autovehicul.
- car - vehicul terestru încăpător, cu patru roți, cu tracțiune animală, folosit la țară pentru transportarea poverilor.
- caracteristici de suprafață - ansamblul proprietăților unui strat de uzură (conformitate, rugozitate, drenabilitate etc.).
- carambol - vezi accident în lanț⁠(d).
- caravană:

- convoi de vehicule împreună cu călătorii din ele, care parcurg împreună același drum;
- convoi de oameni și de animale de povară (de obicei cămile), care transportă mărfuri, bagaje etc. prin pustiuri sau prin stepe.
- carbenă - compus organic care se găsește în asfalturi; amestec de substanțe de culoare neagră, casante, cu aspect de huilă, care, în cantitate de peste 1% degradează calitățile bitumului.
- carburant - combustibil lichid folosit la motoarele cu ardere internă.
- carburare - formare, într-un carburator sau direct în cilindrul unui motor cu ardere internă, un amestec de aer și carburant care să poată arde.
- carburator - dispozitiv din sistemul de alimentare al unui motor cu ardere internă și cu aprindere electrică, în care se formează amestecul carburant, prin difuzarea combustibilului într-un curent de aer.
- carburație - amestecare a combustibilului lichid cu aerul în carburator sau în cilindrul motorului; vezi și cameră de carburație.
- cardanic:

- vezi ax cardanic;
- tip de suspensie care permite automobilului să-și păstreze poziția orizontală.
- carenaj (sau carenare) - acoperire cu tablă a suprafaței exterioare a unui vehicul de mare viteză.
- caretă - trăsură închisă, cu patru roți.
- cariolă - trăsură ușoară cu două roți, cu suspensie pe arcuri, trasă de un cal.
- carosabil - (despre drumuri) care permite circulația vehiculelor rutiere; (despre partea unui drum) care este rezervată circulației vehiculelor rutiere.
- caroserie - parte a unui vehicul, așezată deasupra osiilor și a roților, care este amenajată pentru transportul persoanelor, al materialelor etc sau pentru instalarea anumitor utilaje.
- carotă - probă cilindrică de material luată din betonul de fundație al unei șosele, în vederea verificării proprietăților fizice și mecanice ale acesteia în laborator.
- cart - automobil mic de curse, cu un singur loc, cu caroseria și cu partea mecanică simplificate și cu viteza redusă; este folosit de copii în concursurile sportive.
- carte de identitate a vehiculuiui - (abreviere CIV) document care trebuie să se se afle în posesia conducătorului unui autovehicul, care atestă că acesta este omologat și indică proprietarul acestuia.
- cartea drumului - fișă tehnică în care se evidențiază, pe poziții kilometrice, elementele constructive și geometrice ale unui drum, lucrările de artă și eventualele condiții particulare care influențează parametrii de exploatare ai drumului.
- carter - înveliș metalic de susținere și de protecție a anumitor elemente în mișcare ale unei motor cu ardere internă, care poate servi și ca recipient pentru lubrifiantul necesar.
- cartuș - filtru de hârtie împăturită într-un anumit mod, folosit mai ales la carburatoare.
- casiu - șanț sau rigolă pietruită ori pavată, largă, care servește la scurgerea apei de ploaie pe o suprafață înclinată de teren (traversând o șosea).
- catadioptru - disc de sticlă sau de material plastic care reflectă razele de lumină proiectate asupra lui și care este folosit ca piesă de semnalizare la vehicule sau la panourile fixe de pe șosele; altă denumire: ochi-de-pisică.
- caterpilar - tip de tractor puternic pe șenile, destinat, în special, pentru lucrările rutiere.
- cauciuc

- substanță elastică folosită la confecționarea anvelopelor;
- anvelopă (umplută cu aer) care îmbracă roțile automobilelor.
- călător - vezi pasager.
- centură de siguranță - dispozitiv de protecție conceput pentru a fixa pasagerii într-un vehicul în caz de accident sau frânare bruscă, prin menținerea corpului în poziția corectă și împiedicându-l să fie aruncat în afara vehiculului sau în alte părți ale habitaclului.
- chiulasă - piesă de metal care închide cilindrii unui motor cu ardere internă.
- ciclabilitate - măsura în care un mediu urban sau rural este potrivit pentru deplasarea cu bicicleta, cuprinzând aspectele: infrastructura pentru biciclete, parcări pentru acestea, siguranța, conectivitatea rețelei și promovarea culturii bicicletei.
- cilindrare - operație de îndesare și fixare cu ajutorul compactoarelor cu rulouri netede a straturilor, în cadrul construcției unui drum.
- cilindree:

- volumul cilindrului unui motor sau al unei mașini de forță cu abur, cuprins între cele două poziții opuse ale pistonului;
- cantitate de gaze introdusă în cilindrul unui motor cu ardere internă în timpul cursei de admisie.
- cilindru (motor) - organ de mașină tubular în interiorul căruia se deplasează un piston (la motoare cu ardere internă).
- ciment rutier - ciment obținut dintr-un clincher cu un conținut de max. 6 % C3A și minim 18 % C4AF, împreună cu ghips, pentru reglarea procesului de priză.
- circulație:

- mișcare, deplasare, trecere a oamenilor, a animalelor sau a vehiculelor pe o cale de comunicație;
- mers organizat și regulat (potrivit unui anumit orar și itinerar) al diverselor mijloace de transport în comun.
- circulație pietonală - parcurgerea distanțelor de către pietoni.

- CIV - vezi carte de identitate a vehiculuiui.
- cleionaj - rețea din gărdulețe cu care se consolidează un terasament, o coastă de deal etc.
- clotoidă⁠(en)[traduceți] - curbă progresivă folosită la racordări rutiere, a cărei curbură variază proporțional cu lungimea arcului.
- cod rutier - parte componentă a legislației rutiere care cuprinde toate normele și reglementările referitoare la circulația pe drumurile publice.
- coliziune - impact sau ciocnire între două sau mai multe vehicule, între un vehicul și un pieton, sau între un vehicul și un obiect fix (cum ar fi un zid, un stâlp, un copac etc.); poate varia în gravitate de la incidente minore, cu pagube materiale reduse, până la accidente majore, care pot provoca răniri grave sau chiar decese.

- coliziune din spate - coliziune care are loc atunci când un vehicul lovește un alt vehicul din spate și aceasta din cauza nerespectării distanței de siguranță sau a unei opriri bruște.
- coliziune frontală - impactul dintre două vehicule care se ciocnesc frontal, de obicei din cauza invadării benzii de circulație opusă sau a neatenției șoferilor; este una dintre cele mai periculoase forme de coliziune.
- coliziune laterală - impact lateral, care se întâmplă atunci când un vehicul lovește lateral un alt vehicul, adesea la intersecții, în cazurile de nerespectare a priorității de trecere.

- colmatare - operație de umplere a rosturilor, fisurilor și crăpăturilor îmbrăcăminților rutiere cu materiale adecvate.
- combinație de vehicule - ansamblu rutier format dintr-un autovehicul și unul sau două vehicule tractate.
- compactare - proces de îndesare a pământului sau a altor materiale de construcție din straturile rutiere prin mijloace mecanice (compactor).
- compactor - utilaj cu cilindri compresori, cu maie mecanice etc., pentru îndesarea umpluturilor de pământ, a straturilor care alcătuiesc o șosea etc.

- compactor cu penuri - utilaj de compactare cu mai multe roți cu pneuri, care pot fi netede sau cu sculpturi (profilate).
- compactor tandem - compactor cu două rulouri identice, unul în față celălalt în spate.
- compactor vibrator - utilaj de compactare având rulourile vibratoare în scopul de a obține o bună îndesare a materialelor necoezive și o compactare în adâncime.

- complex rutier - totalitatea elementelor structurale care alcătuiesc terasamentul unui drum: stratul de uzură (suprafața carosabilă), stratul binder (strat de legătură), stratul de bază (patul drumului), stratul de subbază și terasamentul inferior.
- condițiile de drum - termen se referă la starea suprafeței rutiere (drum uscat, umed, înghețat etc), tipul acesteia (drum asfaltat, neasfaltat, drum de munte, autostradă etc.), precum și la factorii de mediu (condițiile meteo: ploaie, ninsoare, ceață etc.) și de trafic (trafic dens, ambuteiaje etc.), care pot influența condusul și siguranța rutieră.
- conducere⁠(d) (a unui vehicul) - procesul prin care o persoană (șoferul) controlează și manevrează un vehicul motorizat, în scopul deplasării acestuia de la un punct la altul pe drumuri publice sau private; implică implică coordonarea mai multor activități fizice și cognitive și respectarea codului rutier; sinonime: șofat, pilotat.

- conducere agresivă - comportament periculos, imprudent sau intenționat neglijent al unui șofer în trafic, care pune în pericol siguranța celorlalți participanți la trafic și care implică acțiuni care încalcă regulile de circulație și reflectă o atitudine ostilă, impulsivă sau necooperantă în timpul conducerii.
- conducere imprudentă - stil de conducere care pune în pericol siguranța rutieră, fie prin încălcarea regulilor de circulație, fie printr-un comportament neatent, impulsiv sau neglijent.
- conducere sub influența alcoolului sau a altor substanțe psihoactive - actul de a conduce un vehicul în timp ce capacitatea șoferului este afectată de consumul de alcool sau droguri, ceea ce poate duce la o scădere semnificativă a atenției, reacțiilor și abilităților motorii necesare pentru a conduce în siguranță.

- conduită preventivă (sau defensivă) - stil de condus⁠(d) în care șoferii anticipează și evită potențiale pericole pe drum, luând măsuri preventive pentru a reduce riscul de accidente; presupune o atitudine proactivă, în care șoferii sunt atenți la comportamentul celorlalți participanți la trafic, la condițiile de drum și la propriul vehicul.
- configurație (auto) - termen care specifică pozițiile în care se află motorul și roțile motoare ale unui autovehicul; exemple: motor față, tracțiune spate, ‎motor față, tracțiune față , motor față, tracțiune integrală.
- confortul circulației - totalitatea condițiilor materiale, informaționale, de mediu, umane, (a) reglementărilor legale și de bună cuviință și a relațiilor dintre ele, care asigură o circulație pe drumuri civilizată, plăcută, comodă, igenică și sigură.
- confortul drumului - totalitatea exigențelor de performanță ale drumului care asigură confortul în circulația rutieră, în concordanță cu clasa tehnică a acestuia.
- confort optic - caracteristica unui drum rezultată din suprapunerea efectelor geometrice în plan, profil longitudinal și transversal, care definește calitatea unui drum referitoare la perceperea de la o distanță suficient de mare a platformei și alurii traseului ce urmează să fie parcurs, precum și încadrarea în peisajul înconjurător.
- congestionare - situație în care fluxul de trafic este încetinit semnificativ sau chiar blocat din cauza densității mari de autovehicule pe drumuri, fenomen apare atunci când cererea de utilizare a drumurilor (numărul de vehicule) depășește capacitatea drumului de a permite un flux normal și constant de trafic.
- consolidarea patului drumului - îmbunătățirea capacității portante a terasamentelor la nivelul patului drumului, prin soluții adecvate.
- consolidarea taluzurilor - executarea unor lucrări specifice în scopul de a preveni sau remedia degradări ale taluzurilor (plantații de arbori sau arbuști, înierbări, cleionaje etc.).
- contraaripă - element structural de caroserie, care închide, împreuna cu aripa, pasajul roții; altă denumire: pasaj roată.
- control de croazieră adaptabil - (Adaptive Cruise Control, ACC) tempomat care se adaptează la vitezele variate ale celorlalți participanți la trafic și care ajustează distanța dintre vehicule; altă denumire: autopilot adaptiv.
- Convenția de la Viena privind indicatoarele și semnalele rutiere - tratat multilateral având ca obiectiv creșterea siguranței rutiere și standardizarea sistemului de semnalizare a traficului rutier în uz internațional.
- conversie a drumului - vezi dietă rutieră.
- convertirea profilului transversal - transformarea progresivă, la intrarea și la ieșirea din curbă, a profilului transversal cu două pante din aliniament, într-unul cu o singură pantă transversală, egală cu cea din aliniament și cu înclinare spre interiorul curbei.
- corpul unui drum - totalitatea elementelor constructive ale drumului, în limitele amprizei la rambleu și a șanțurilor sau rigolelor de la marginea platformei la debleu.
- cotă de execuție - diferența măsurată pe verticală între cota axei drumului (a liniei roșii) și cota terenului în axa drumului.
- coupé:

- tip de caroserie cu două portiere și două ferestre laterale;
- caroserie având în spate un compartiment închis, pentru persoane.
- coupé cabrio(let) - vezi hard-top retractabil.

- covor asfaltic - strat bituminos aplicat pe stratul de rulare al structurii rutiere în scopul îmbunătățirii condițiilor de etanșare și de siguranță a circulației.
- creasta unui taluz - intersecția dintre suprafața taluzului de debleu cu suprafața terenului natural, respectiv dintre suprafața taluzului de rambleu cu platforma drumului.
- crossover - tip de automobil care combină caracteristicile unui SUV cu cele ale unei mașini de pasageri, având un design mai compact, o gardă la sol mai înaltă decât un sedan, dar o construcție bazată pe un șasiu monococ, similar cu cel al autoturismelor, spre deosebire de SUV-urile tradiționale construite pe șasiu de tip camionetă.[2][3]
- cursă automobilistică - întrecere sportivă care constă în parcurgerea rapidă cu automobilul a unei anumite distanțe, pe un traseu dinainte stabilit.
- cursă de elefanți - expresie care se referă la situația în care două camioane de mari dimensiuni încearcă să se depășească reciproc pe o autostradă sau un drum cu mai multe benzi, ceea ce poate dura mult timp, rezultând încetinirea traficului.
- cutie de viteze - ansamblu de roți dințate care servește la modificarea treptei de viteză, staționarea cu motorul pornit sau mersul înapoi; altă denumire: schimbător de viteze.
- cutie mobilă - unitate de transport de mărfuri optimizată pentru dimensiunile vehiculelor rutiere și dotată cu dispozitive de manipulare pentru transferul între moduri, de obicei șosea/cale ferată.

## D
- decapotabil - model de autoturism a carui parte carosabilă superioară este retractabilă.
- decelerare - rata de schimbare a vitezei la un autovehicul atunci când este inițiat procesul de frânare; vezi și: bandă de decelerare.
- declivitate - înclinare a unei șosele față de planul orizontal.
- dejantare - demontarea anvelopei de pe o roată a unui vehicul; vezi și mașină de dejantat roți.
- demaror - motorul electric auxiliar necesar pentru pornirea unui motorului termic al unui autovehicul.
- densitate a traficului - numărul de vehicule pe o unitate de lungime a drumului, de obicei exprimată în vehicule pe kilometru și a cărui valoare ridicată indică o aglomerare pe drum; vezi și flux de trafic.
- depanare - înlăturare a unei pene la un autovehicul.
- depășire - manevra prin care un vehicul trece pe lângă un alt vehicul aflat în mișcare sau staționat, cu scopul de a-l devansa și a continua deplasarea înaintea acestuia.
- dependență a drumului - ansamblul lucrărilor și accesoriilor unui drum.
- detonație - reacția chimică ce se poate produce într-un motor cu aprindere prin scânteie atunci când combustibilul este ars prea rapid și se produce o explozie spontană, ceea ce poate cauza scăderea performanței și chiar distrugerea motorului.
- deținător mandatar - șoferul care conduce un vehicul închiriat pe orice perioadă, inclusiv pe o singură zi sau câteva ore sau care este obținut pe baza unui leasing.
- dietă rutieră -  strategie urbanistică și de planificare a traficului care implică reducerea lățimii drumului sau scăderea numărului de benzi pentru a îmbunătăți siguranța și pentru a încuraja transportul alternativ, cum ar fi mersul pe jos sau cu bicicleta; altă denumire: conversie a drumului.
- diferențial - angrenaj de roți dințate al unui vehicul, care permite ca două roți așezate pe același ax să se poată învârti cu viteze deosebite, lucru necesar mai ales la curbe.

- diferențial cu alunecare limitată - tip de diferențial care permite ca în viraj roțile exterioare să se învârtă cu o viteză mai mare, dar care limitează diferența maximă posibilă între acestea
- diferențial de blocare - diferențial ale cărui distribuții pot fi blocate împreună, astfel încât să se elimine mișcările diferite ale celor două roți și să se maximizeze tracțiunea în condiții de drum alunecos.

- direcție - ansamblul organelor folosite pentru conducerea unui autovehicul; vezi și bară de direcție.
- distanță de frânare - distanța parcursă de un vehicul din momentul în care șoferul începe să apese pe frână până când vehiculul se oprește complet; sinonim: spațiu de frânare.
- distanță de siguranță - spațiul necesar dintre un vehiculul și cel din față, astfel încât primul să poată opri în siguranță în cazul în care celălalt frânează brusc sau întâmpină o problemă neașteptată; este necesară pentru a preveni coliziunile și pentru a permite șoferului suficient timp să reacționeze la schimbările din trafic.
- document de transport - act care însoțeste transportul unei mărfi sau a unor obiecte.
- dragster:

- autovehicul de formă atipică constituită dintr-un șasiu foarte alungit, în partea din față cu două roți subțiri și ușoare, iar în spate având două roți cu anvelope mari și rezistente;
- cursă automobilistică la care se ating viteze foarte mari pe o distanță scurtă.
- drive test - conducerea unui autovehicul pentru o perioadă de timp sau pe o distanță limitată, cu scopul de a testa capacitățile acestuia.
- drum de ocolire - drum care are scopul de a elibera o locație de un trafic rutier aglomerat, în special de traficul de distanțe lungi sau de traficul de tranzit.
- drum public - cale de comunicație terestră, cu excepția căilor ferate, special amenajată pentru traficul pietonal sau rutier, deschisă circulației publice.

## E
- ecartament - lățimea unui autovehicul, măsurată de la linia centrală a roților aceleiași osii.
- EGR - vezi recircularea gazelor de eșapament.
- elemente de siguranță ale unui drum - caracteristici și măsuri menite să reducă riscul de accidente, cum ar fi: marcajele rutiere, bariere și parapeți de protecție, sisteme de supraveghere a traficului, iluminatul, zonele de servicii.
- eliminarea vehiculelor pe combustibili fosili - normă impusă de UE pentru promovarea autovehiculelor electrice, alimentate cu hidrogen sau cu altă sursă de energie regenerabilă și a transportului sustenabil, în vederea reducerii emisiilor de gaze cu efect de seră.
- ESP -- Electronic Stability Program.
- eșapament - ansamblul pieselor de evacuare a gazelor rezultate din arderea într-un motor cu ardere internă.
- etanșare - operație de astupare a golurilor și a porilor de la suprafața unui drum acoperit cu asfalt.
- Euro NCAP - organizație europeană de evaluare a siguranței oferite de autovehiculele noi.
- evacuare (sistem de ~) - ansamblu de componente care are rolul de a gestiona gazele rezultate în urma arderii combustibilului la motoarele cu ardere internă; acest sistem direcționează gazele arse către exteriorul vehiculului, reducând zgomotul produs de motor, minimizând emisiile poluante și prevenind pătrunderea gazelor toxice în habitaclu.

## F
- fading - slăbirea acțiunii frânei la o solicitare de durată sau la o solicitare ridicată.[necesită citare]
- faeton:[necesită citare]

- în trecut, vehicul ușor, tras de cal;
- mașină decapotabilă construită prin anii '30, cu aspect elegant.
- fantă de ventilație - orificiu de captare și control al fluxului de aer.[necesită citare]
- far - corp de iluminat care proiectează lumina într-o anumită direcție sub forma unui fascicul divergent.[necesită citare]

- far cu halogen - far care oferă o iluminare mai puternică și al cărui bec este umplut cu halogen (în special iod) și astfel se mărește durata de funcționare.
- far de ceață - far auxiliar cu fascicul larg, montat mai jos, pentru a ilumina pe timp de ceață.

- faza lungă automată - sistem care utilizează senzori de lumină pentru a comuta automat între faza scurtă și faza lungă pe timp de noapte.[necesită citare]
- fiacru - tip de vehicul cu tracțiune animală, un fel de trăsură elegantă și confortabilă, utilizată în trecut ca mijloc de transport în special în zonele urbane.
- filtru de aer - dispozitiv care reține impuritățile din aer (particule de praf) înainte ca acesta să fie introdus în motorul cu ardere internă.[necesită citare]
- flotare a supapei - pierderea, de către supape, a contactului cu lobii arborelui cu came, din cauza turației ridicate, ceea ce poate conduce la deteriorarea comandei supapelor.[necesită citare]
- fluidizarea traficului - ansamblul de măsuri și acțiuni menite să îmbunătățească fluența și viteza de deplasare a vehiculelor, reducând congestionările, ambuteiajele și întârzierile; exemple: optimizarea semafoarelor, lărgirea drumurilor, crearea de benzi dedicate, de străzi cu sens unic, managementul parcărilor, promovarea transportului în comun.[necesită citare]
- fluture - disc care se rotește în jurul unui diametru și care, montat într-o conductă, servește la reglarea cantității de carburant care intră într-un carburator.[necesită citare]
- flux de aer - modul în care aerul se mișcă și interacționează cu vehiculul în timpul deplasării acestuia și care influențează în mod direct performanța aerodinamică a vehiculului, afectând factori precum: rezistența la înaintare, stabilitatea, consumul de combustibil și nivelul de zgomot.[necesită citare]
- flux de trafic - concept în ingineria transporturilor, folosit pentru a descrie modul în care vehiculele se deplasează pe drumuri într-o anumită perioadă de timp și care conține aspectele: volumul de trafic, densitatea traficului, viteza medie, capacitatea drumului.[necesită citare]
- forță de tracțiune - forță exercitată de un vehicul motor asupra unei mașini sau asupra unui vehicul pe care îl remorchează.[necesită citare]
- frânare - procesul prin care un vehicul reduce viteza sau se oprește complet, prin aplicarea forței de frânare asupra roților, utilizând un sistem mecanic, hidraulic, electric sau combinat; este una dintre cele mai importante funcții de siguranță într-un vehicul și joacă un rol esențial în controlul acestuia în diferite condiții de trafic.[necesită citare]

- frânare asimetrică - predominanța pe față sau pe spate a forței de frânare a vehiculului.
- frânare automată de urgență⁠(d) - funcționalitate a sistemelor de asistență avansată pentru șoferi⁠(d), din domeniul inteligenței artificiale aplicată în conducerea auto și care detectează automat coliziunile iminente și inițiază frânarea vehiculului pentru a reduce impactul sau, în unele cazuri, pentru a evita complet accidentul.
- frânare remanentă - ușoară frânare înainte de a intra în curbă, ca apoi să fie progresiv majorată, ceea ce contribuie la o mai bună încadrare în traiectorie.
- frânare repetată - manevră agresivă și periculoasă și mijloc de intimidare în trafic, în care un șofer frânează în mod repetat și intenționat, fără un motiv justificat, cu scopul de a provoca disconfort, frică sau confuzie celorlalți participanți la trafic, în special celor aflați în spatele vehiculului său.

- frână - dispozitiv folosit pentru încetinirea vitezei sau pentru oprirea mișcării unui vehicul.

- frână cu discuri⁠(d) - tip de frână în care două plăcuțe rezistente la frecare strâng de o parte și de alta un disc de oțel care este fixat de roată, folosită atat la mașinile de curse, la cele sport cât si la cele de transport pasageri; este mai eficientă față de frâna cu tambur la temperaturi ridicate sau în condiții de umezeală.
- frână cu tambur - tip de frână la care plăcuțele, de formă curbată, intră forțat în contact cu un cilindru fixat pe roată; este mai predispus la uzură și se încălzește ușor, ceea ce îi reduce eficiența.
- frână de mână⁠(d) - sistem mecanic sau electronic conceput pentru a menține vehiculul staționar atunci când acesta este parcat, în special pe suprafețe înclinate, fiind un dispozitiv auxiliar al sistemului de frânare, funcționează independent de frâna de serviciu; sinonim: frână de parcare.
- frână de parcare - vezi: frână de mână⁠(d).

- frână de parcare electronică⁠(d) - sistem modern automatizat care înlocuiește frâna de parcare mecanică tradițională, fiind acționată printr-un buton sau un comutator, nu prin pârghie manuală sau pedală.

- frână de motor⁠(d) - tehnică de reducere a vitezei unui vehicul utilizând rezistența naturală a motorului, fără a aplica frâna de serviciu, realizată prin eliberarea accelerației și schimbarea într-o treaptă de viteză inferioară.
- frână de serviciu - sistemul principal de frânare utilizat în mod obișnuit pentru a încetini sau opri un vehicul în mișcare și care acționată de șofer prin apăsarea pedalei de frână și funcționează asupra tuturor roților vehiculului.
- frână regenerativă - sistem utilizat în special la vehiculele electrice și hibride, care permite recuperarea unei părți din energia cinetică a vehiculului în timpul frânării și transformarea acesteia în energie electrică stocată în baterie.

- furgonetă - automobil cu caroserie deschisă sau cu o platformă (acoperită) folosit pentru transportul obiectelor voluminoase și grele.

- furgonetă cu panou - vehicul de marfă mic care utilizează un șasiu de mașină de pasageri, de obicei cu singură banchetă față și fără ferestre laterale în spate.

- furie la volan - comportament agresiv, impulsiv sau necontrolat al unui conducător auto, care poate apărea ca reacție la situații frustrante, percepute ca amenințări sau ca rezultat al stresului acumulat în timpul condusului și caracterizat prin gesturi ostile, utilizarea excesivă a claxonului, agresivitate verbală, manevre periculoase și, în cazuri extreme, confruntări fizice.[8]
- fuzetă - fiecare dintre cele două dispozitive care fac legătura între roțile directoare și osia din față ale unui autovehicul și care permit orientarea roților în direcția dorită.[necesită citare]

## G
- gabarit - dimensiunile maxime admise ale unui vehicul pentru a circula pe drumurile publice.

- gabarit depășit - termen care se referă la vehiculele care, datorită dimensiunii sau mărfurilor transportate, depășesc masa sau dimensiunile de gabarit admise.

- galerie de evacuare - prima componentă a sistemului de evacuare; este atașată direct la motor și colectează gazele de eșapament de la fiecare cilindru și le direcționează către țeava de eșapament.
- galopare - rotație a vehiculului de-a lungul unei axe orizontale, care face ca partea din față și cea din spate să penduleze vertical.
- garda la sol - distanța dintre partea cea mai de jos a unui vehicul (de obicei, partea inferioară a șasiului sau a caroseriei) și sol, măsurată atunci când vehiculul este încărcat la capacitatea sa normală.
- gaze de ardere - emisiile sub formă de gaze pe care le degajă motorul prin țeava de eșapament și care, de obicei sunt transformate chimic în catalizator, pentru a nu dăuna mediului.
- geam lateral - geam montat pe ușile laterale ale unui autovehicul.
- generator de gaz - sistemul care, în caz de urgență, umflă airbagul într-o fracțiune de secundă.
- geometria direcției -  totalitatea parametrilor care influențează comportamentul direcției, printre care: unghiul de cădere a roților, unghiul de fugă al roților, raza de frecare, convergența roților din față și remanentă.
- girofar - dispozitiv luminos utilizat de mașinile de poliție, ambulanță și pompieri, pentru a semnaliza prezența lor și urgența deplasării.
- greutate brută - greutatea maximă legală la care un vehicul poate fi folosit.
- greutate maximă autorizată - greutatea maximă admisă pentru un vehicul, inclusiv încărcătura și pasagerii.
- grilă de protecție - echipamentul de protecție care se montează pe partea din față a autovehiculului pentru a proteja motorul și alte componente în caz de impact.

## H
- habitaclu - spațiul din interiorul autovehiculului amenajat pentru șofer și pasageri; cabină pentru pasageri.
- hard-top⁠(d) - automobil cu capotă demontabilă, rigidă, din metal sau plastic.

- hard-top retractabil- autoturism cu hardtop acționat automat; altă denumire: coupé cabrio(let).

- hibrid, vehicul ~ - mod de propulsie al unui vehicul cu două motoare de acționare; de regulă există un motor cu ardere internă și un electromotor, iar încărcarea bateriei pentru electromotor se realizează prin acționarea cu benzină sau GPL.

## I
- indicator rutier - semn de trafic amplasat pe drumuri pentru a oferi informații, avertizări și reguli esențiale șoferilor, bicicliștilor și pietonilor, cu rolul de a reglementa, ghida și informa participanții la trafic, contribuind astfel la siguranța și eficiența circulației; sinonim: semn de circulație.
- inel de ghidare - una dintre roțile aflate pe puntea din spate care transmite puterea de la arborele de transmisie la diferențial.
- infrastructură (a unui drum) - totalitatea lucrărilor ce susțin suprastructura, asigurând legătura cu terenul și transmiterea către acesta a eforturilor statice și dinamice și care poate conține: terasamentele (sau lucrările de pământ) și lucrările de artă (poduri, viaducte, tuneluri etc.).
- injector - aparat care servește la injectarea combustibilului lichid sau pulverulent în camera de combustie a unui motor cu ardere internă sau care, la instalațiile cu focar, servește la amestecarea combustibilului cu aerul carburant și la suflarea acestui amestec în focar.
- injecție - procesul de introducere dozată și sub presiune (prin intermediul injectoarelor) a combustibilului în camera de combustie.

- injecție de apă - metodă de pulverizare a apei în camera de ardere pentru răcire sau pentru evitarea aprinderii premature.
- injecție directă - tip de injecție la care combustibilul pătrunde direct în camera de combustie.
- injecție indirectă - tip de injecție la care combustibilul intră la nivelul porții supapelor, în galeria de admisie.

- instructor auto - persoană calificată și autorizată să ofere instruire teoretică și practică pentru conducerea vehiculelor⁠(d).
- intersecție - punct de întâlnire sau de încrucișare a două sau mai multe drumuri sau străzi și unde vehiculele și pietonii pot schimba direcția de deplasare.

## Î
- îmbrăcăminte rutieră - partea superioară a structurii rutiere alcătuită din unul sau două straturi, rezistentă la uzură, care suportă direct acțiunea traficului și a agenților atmosferici și protejează straturile inferioare.
- înecare - limitare temporară care reduce fluxul de aer din carburator și îmbogățeste amestecul de combustibil-aer pentru a ajuta la pornirea motorului.
- înmatriculare - primire de către un vehicul a unui număr de înmatriculare pentru a putea circula legal.
- înscriere în viraj - momentul de tranziție între direcția dreaptă de mers și virare.

## K
- kickdown - accelerare la maxim pentru a trece într-o treaptă superioară de viteză la mașinile cu transmisie automată.

## L
- lagăr principal (al arborelui cotit) -  lagărul aflat la blocul motor care susține arborele cotit.
- leasing - formă de contract prin care este concesionat dreptul de folosință al unui vehicul în vederea efectuării unei plăți.
- legislație rutieră - ansamblul de norme, reguli și reglementări care guvernează circulația pe drumurile publice: reguli de circulație, reguli pentru pietoni, sancțiuni, condiții pentru obținerea permisului de conducere; vezi și cod rutier.
- lichid de parbriz - soluție pentru curățarea parbrizului, care de obicei acesta este manipulată automat de către circuitul de spălare a acestuia.
- lichid de răcire - amestec de apă și antigel (care se introduce iarna) care reduce temperatura motorului.
- limită de virare - traseul de virare care permite o frânare târzie în condiții optime, la o viteză de virare ridicată și la cea mai mare viteză posibilă de ieșire din viraj.
- limită de viteză - viteza maximă legală cu care un vehicul poate circula pe un anumit tronson de drum sau într-o anumită zonă; este stabilită de autoritățile competente pentru a asigura siguranța rutieră și pentru a preveni accidentele.
- limuzină:

- automobil de lux, închis, nedecapotabil, cu trei geamuri laterale și patru uși;
- caroserie închisă la autoturismele superioare, la care spațiul din față, destinat șoferului, este separat de spațiul pasagerilor printr-un perete de sticlă.
- linie continuă - linie longitudinală neîntreruptă, care separă sensurile de mers opuse și care indică faptul că vehiculele nu au voie să treacă peste această linie.
- linie de mijloc - linia care înconjoară corpul mașinii și care este formată de partea de jos a geamurilor.
- linie discontinuă - linie longitudinală formată din segmente scurte și spații libere între ele și care permite trecerea peste ea, ceea ce înseamnă că vehiculele pot schimba benzile sau pot efectua manevre de depășire, cu condiția ca acest lucru să se facă în siguranță.
- linie longitudinală - tip de marcaj rutier aplicat pe suprafața drumului, care se desfășoară pe direcția de mers a vehiculelor pentru a ghida traficul, separa benzile de circulație și indica regulile privind depășirea sau schimbarea benzii; poate fi: linie continuă, discontinuă, dublu continuă, mixtă etc.
- linie de tramvai - cale ferată construită și bine integrată în sistemul rutier urban, pe care circulă tramvaie, care se deplasează prin propulsie electrică sau diesel.
- lonjeron - grindă longitudinală din osatura unui vehicul, care mărește rezistența acestuia.
- lot - termen folosit construcția de drumuri și care se referă la o anumită porțiune sau secțiune a unui proiect mai mare de construcție, definită de anumite caracteristici, cum ar fi lungimea sa, poziția geografică sau etapa de finalizare.
- lucrări de artă -  lucrări inginerești de infrastructură rutieră, ca poduri, tuneluri, canale.
- lumină -  sursă luminoasă, de obicei colorată, folosită la indicarea poziției sau la semnalizare.
- lumini de drum - lumini auxiliare care extind zona acoperită de farurile standard.

## M
- macadam:

- drum pavat cu piatră spartă mărunt, așezată în straturi suprapuse și comprimată cu un cilindru compactor;
- piatră sau straturi din care este format pavajul.
- maneton - fus al unui arbore cotit, pe care se articulează capul bielei.
- manevrabilitate - termen care se referă la detaliile legate de direcția și controlul acesteia la orice automobil.
- manevră - acțiune efectuată de un șofer pentru a schimba direcția, poziția sau viteza vehiculului său în raport cu alți participanți la trafic sau elementele de infrastructură rutieră; exemple: schimbarea benzii de circulație, depășirea, întoarcerea, frânarea, accelerarea, parcarea, virajul la stânga sau la dreapta.
- marcaj - mijloc de semnalizare rutieră folosit pe drumurile publice modernizate, constând din aplicarea cu ajutorul vopselelor a unor semne (linii continue sau întrerupte, săgeți, forme geometrice sau inscripții) pe suprafața căii rutiere, pe borduri, pe stâlpi, parapete etc.
- marșarier:

- mers înapoi al unui autovehicul; dispozitiv care permite acest mers;
- poziție a schimbătorului de viteză pentru mersul înapoi.
- mașină de dejantat - dispozitiv utilizat pentru montarea și demontarea anvelopei roții unui vehicul.
- mașină sport - autoturism de viteză, mai puțin spațios, dar care este ușor de manevrat, accelerează rapid, frânează ușor și are o direcție bună.
- material de agregație - material mineral fărâmițat mărunt, care se așterne peste macadamul bătătorit pentru a umple golurile dintre pietrele acestuia.
- mărimea roții - set de mărimi care definesc dimensiunile roții: diametrul și lățimea acesteia, de obicei în inci.
- mixtură asfaltică - material de construcție realizat din amestecuri obținute, pe baza unor dozaje judicios stabilite, din agregate naturale sau artificiale și filer, aglomerate cu bitum.

- mixtură asfaltică coloată - mixtură asfaltică de culoare roșie, albă sau galbenă ce se prepară cu dozaje speciale folosindu-se diverși pigmenți cu mare putere de acoperire (oxizi roșii de fier, bioxid de titan etc.).

- monitorizarea traficului (rutier) - procesul de colectare, analiză și interpretare a datelor în timp real despre fluxurile de trafic și condițiile de drum, cu scopul de a înțelege și gestiona mai bine modul în care vehiculele și pietonii se deplasează pe rețelele de drumuri, pentru a îmbunătăți siguranța, eficiența și fluiditatea traficului.
- monococă - ansamblu constituit din șasiul și caroseria unui vehicul, care formează un bloc.
- motor cu injecție - motor în care amestecul carburant se dozează cu un injector electronic, fără ajutorul carburatorului.
- motor pe benzină - motor cu ardere internă cu aprindere prin scânteie, proiectat să funcționeze cu benzină și combustibili volatili similari.
- motoscuter - vezi scuter motorizat.

## N
- nervură a suprafetei de rulare - partea flexibilă aflată între suprafața de rulare a anvelopei și carcasa anvelopei.
- nitrometan - compus chimic organic, folosit în domeniul auto la alimentarea autoturismelor dragster.
- nivel de zgomot - sunetele produse de un vehicul în timpul funcționării, incluzând zgomotele emise de motor, sistemul de evacuare, anvelope, aerodinamică și alte componente și care pot influența confortul pasagerilor, percepția vehiculului în medii urbane și, în unele cazuri, poate avea implicații legale și de reglementare.
- normă de poluare - încadrare a nivelului de emisii poluante pentru un motor cu ardere internă într-una din categoriile: Non-Euro, Euro 1, Euro 2,... Euro 6.
- număr de identificare - număr unic, din 17 litere și cifre, ce demonstrează autenticitatea unui vehicul.
- număr de înmatriculare - plăcuțe care se atașează unui autovehicul pentru ca acesta să poată fi identificat.

## O
- ochi-de-pisică - vezi catadioptru.
- odihnă - sector de drum în palier sau cu o declivitate mică, intercalat pe porțiunile de traseu cu declivități mari, prelungite.
- offroad - conducerea vehiculelor pe terenuri neamenajate (drumuri forestiere, pajiști, dune de nisip, pământ accidentat, zone montane, nămol, zăpadă adâncă), în scop utilitar sau pentru practicarea unor sporturi.
- oglindă retrovizoare - oglindă montată atât în interiorul, cât și în exteriorul unui autovehicul, care permite șoferului să observe ce se întâmplă în spatele vehiculului, fără a fi necesară întoarcerea capului.
- oră de vârf - perioadele din zi în care traficul este cel mai intens, datorită numărului mare de vehicule care circulă pe drumuri în același timp și care coincid de regulă cu începutul și sfârșitul zilei de muncă sau de școală.
- orificiu de admisie - orificiul din chiulasa de cilindru care face legătura dintre conducta de admisie și supapele de admisie.

## P
- palier - porțiune orizontală din profilul longitudinal al unui drum.
- pană - oprire accidentală a unui autovehicul, provocată fie de stricarea unei piese, fie de lipsa unui material de consum sau de întreținere (benzină, ulei etc.); vezi și depanare.
- pană de racordare - suprafață triunghiulară prin care se face racordarea părții carosabile nesupralărgite din aliniament cu partea carosabilă supralărgită din curbă.
- parapet - perete (de înălțime mică) din piatră, lemn, metal etc. care servește la delimitarea teraselor, a podurilor, a marginilor unei șosele etc.
- parbriz - placă transparentă, de obicei de sticlă, așezată în partea din față a unui autovehicul pentru a feri pe conducător de praf, de vânt.

- parbriz laminat - parbriz format dintr-un strat subțire de plastic cauciucat, presat între două foi de sticlă și care, dacă este lovit în timpul unui accident, se îndoaie fără a se perfora, plasticul împiedicând fisurarea sticlei.

- parcare:

- oprire pentru un timp a unor mașini, vehicule într-un loc accesibil;
- loc pentru staționarea mai îndelungată a autovehiculelor.
- parcare automată - sistem regăsit pe mașinile cu transmisie automată care permite parcarea automată a mașinii fără intervenția șoferului asupra volanului.

- parte carosabilă - parte a unei șosele sau străzi rezervată circulației vehiculelor.
- participant la trafic - persoană sau vehicul care se află în mișcare sau care interacționează în orice mod cu rețeaua rutieră și care are responsabilitatea de a respecta regulile de circulație pentru a se deplasa sau pentru a conduce în siguranță.
- pasaj de nivel - punct de întretăiere, la aceeași altitudine, a două căi de comunicație.
- pasager - persoană care este numai în trecere printr-un loc, printr-o localitate etc.; persoană care circulă sau călătorește folosind un mijloc de transport în comun; călător.
- pasaj roată - vezi contraaripă.
- pastilă - loc special amenajat în mijlocul unei piețe, al unei intersecții largi, pentru refugiul pietonilor, dirijarea circulației etc.
- patul drumului - suprafața superioară amenajată a terasamentului, stratul de bază al unei structuri rutiere, situat sub stratul de asfalt sau beton.
- pavaj - strat neted de blocuri cubice de piatră, bucăți de lemn, cărămizi, dale etc., așezate strâns unele lângă altele pe o fundație de nisip sau de mortar, cu care se acoperă un drum.
- pavea - bloc de material dur (piatră, cărămidă, lemn etc.) folosit la executarea pavajelor.
- pedală fixă - sprijin pentru picior poziționat în partea stângă și care asigură locul în care șoferul își poate fixa piciorul stâng la efectuarea unui viraj foarte strâns.
- perdea de protecție - plantație de arbori și arbuști pe zona drumului pentru protecția contra înzăpezirilor.
- permis de conducere - document oficial emis de autoritățile competente (de obicei, agențiile de transport sau departamentele de vehicule motorizate) care atestă faptul că o persoană are dreptul legal de a conduce un vehicul pe drumurile publice; este o dovadă a competenței și a cunoștințelor necesare pentru a conduce în siguranță.
- pilotaj - încetinire a mersului unui vehicul din cauza unor condiții speciale (porțiuni periculoase ale traseului, intrări în curte, vizibilitate scăzută etc.).
- pivot - axul de legătură dintre osia și fuzeta roții directoare a unui autovehicul.
- planetar, arbore/ax ~ - arbore care antrenează roata motoare a unui automobil.
- platforma unui drum - suprafața care cuprinde partea carosabilă și acostamentele sau, după caz, trotuare, piste pentru cicliști, zone verzi.
- plonjare - coborâre a botului autovehiculului la frânare.
- poantou - vezi ac obturator.
- pompă de apă - pompă, acționată de vilbrochen, care face să circule agentul de răcire în interiorul blocului motor și al chiulasei.
- pompă de ulei⁠(d) - dispozitiv acționat de arborele cotit, care distribuie ulei⁠(d) la toate componentele motorului care necesită lubrifiere, cum ar fi arborele cu came, bielele, pistoanele.
- portieră - ușă cu fereastră la un automobil, la o trăsură închisă.
- prag limitator de viteză - denivelare structurală pe carosabil dispusă transversal față de direcția de mers, care impune o reducere a vitezei și este destinată să contribuie la calmarea traficului.
- premetrou - linie de tramvai sau de metrou ușor care include segmente construite la standard de tranzit rapid, în cele mai multe cazuri ca parte a unui viitor proces de conversie într-o linie completă de metrou.
- presiunea de admisie - creșterea peste presiunea atmosferică produsă în interiorul conductei de admisie de către compresorul de supraalimentare.
- presiune de supraaalimentare - suprapresiunea cu care un turboalimentator introduce mai mult oxigen în cilindru, ceea ce conduce la creșterea randamentului motorului.
- prioritate (de trecere) - întâietatea la trecerea printr-o intersecție nedirijată a unui vehicul în raport cu celelalte care sosesc în același timp din direcții diferite; vezi și acordare a priorității.
- priză directă - cuplu de transmisie a unui autovehicul în care arborele primar transmite direct mișcarea arborelui secundar.
- profil - formatul unui pneu.
- proiector - tip de faruri care utilizează un reflector sferic pentru o direcționare optimă a fasciculului luminos.
- putere - viteza de funcționare a motorului, care este proporțională cu momentul de rotație și cu numărul de rotații pe minut și se măsoară în cai-putere.

- putere de tracțiune - cantitatea de putere de la roțile tractoare, necesară pentru a deplasa vehiculul la o viteză constantă și care depinde de viteză, rezistența aerului, frecarea mecanică și rezistenta la rulare a roților; este diferită de puterea motorului deoarece randamentul este micșorat de pierderi mecanice.

## R
- racordare - realizare a unei legături între două porțiuni ale unui drum prin introducerea între ele a unui tronson de traseu cu axă curbă.
- radar - aparat portabil destinat măsurării vitezei autovehiculelor care trec prin câmpul electromagnetic emis.
- ralantí - mers încetinit al unui motor cu ardere internă, folosit la staționarea autovehiculului.
- raliu - cursă automobilistică pe distanțe mari, combinată adesea cu probe speciale (de viteză, de îndemânare etc.).
- rampă - sector de drum în lungul căruia se urcă în sensul kilometrajului drumului.

- rampă de acces:

- drum în pantă care permite urcarea vehiculelor pe o șosea mai înaltă, pe un pod etc.;
- pantă cu înclinație mică destinată accesului persoanelor cu dizabilități (motorii), cărucioarelor etc. în instituții publice, în magazine etc.
- rampă de urgență - dispozitiv care permite oprirea în siguranță a unui vehicul scăpat de sub control sau care nu mai are frâne funcționale.

- RAR - vezi Registrul Auto Român.
- raza de rulare (a roții) - raza unei roți imaginare, nedeformabile, care rulează fără alunecări și patinări, având aceeași viteză de rotație și de translație cu roata reală a autovehiculului.
- reabilitare (a unui drum) - procesul de renovare, reparare și întreținere a unui drum existent pentru a-i restabili condițiile de utilizare și siguranță, necesar atunci când acesta prezintă deteriorări cauzate de uzură, condiții meteorologice extreme, trafic intens sau alte factori care pot afecta calitatea și siguranța călătoriei.
- recircularea gazelor de eșapament⁠(d) - (EGR) metodă de a reduce oxizii de azot din gazele de eșapament prin recircularea acestora prin conducta de admisie.
- recul - mișcare a roții care întinde suspensiile; opusul amortizării, care comprimă suspensia.
- reductor-distribuitor - mecanism care distribuie momentul motor la punțile motoare, oferind totodată și posibilitatea de a modifica acest moment motor.
- Registrul Auto Român - (RAR) organismul tehnic desemnat de Guvernul României pentru omologarea de tip a vehiculelor rutiere, atât din punct de vedere al securității în trafic, cât și din punct de vedere al impactului acestora asupra mediului.
- reguli de circulație - parte a legislației rutiere care conține norme juridice și tehnice care definesc comportamentele permise și interzise, drepturile și obligațiile participanților la trafic, precum și modalitățile de semnalizare și control al circulației pe drumurile publice.
- remorcă - vehicul fără autopropulsie, tras de un vehicul motor și destinat transportului de persoane sau de mărfuri; vezi și semiremorcă.

- remorcă lentă - remorcă ce poate fi tractată numai de tractoare sau alte vehicule cu viteză mică.
- remorcă utilitară - remorcă destinată numai transportului de marfă, fără amenajări speciale.

- rezistența la înaintare - forța care se opune deplasării vehiculului prin aer; crește cu viteza și este influențată de forma vehiculului, suprafața frontală și coeficientul de rezistență aerodinamică.
- ridesharing⁠(d) -  sistem de transport în care proprietarii de vehicule sau șoferii oferă curse pentru călătorii prin intermediul unei aplicații de mobil sau a unei platforme web.
- rigolă - șănțuleț adâncit, în formă de "V", la marginea unui drum, care se umple cu apă numai în timpul ploilor sau topirii zăpezilor; vezi și șanț.
- ring -  șosea, stradă circulară în jurul unui oraș sau al unei părți a lui.
- roată motoare⁠(en)[traduceți] - roată cuplată la motor prin roți dințate, curele de transmisie sau alt tip de cuplaj; vezi și configurație auto.
- rond - piațetă rotundă de unde pornesc mai multe artere de circulație, având adesea la mijloc o plantație de flori sau un monument.
- rovinietă - taxă de utilizare a infrastructurii rutiere în România, introdusă cu scopul de a colecta fonduri pentru întreținerea și dezvoltarea acesteia.
- rulotă - vehicul remorcat la un autoturism și dotat cu elemente de confort proprii unei mici camere de locuit.
- rulou - organ al compresoarelor rutiere, construit dintr-un cilindru cu greutate mare; tăvălug de compresor.

## S
- salon auto - expoziție publică de modele de automobile actuale, debuturi, mașini concept sau clasice ieșite din producție.
- salvare - vezi ambulanță.
- sancțiune - penalizare aplicată unui participant la trafic care încalcă regulile de circulație în scopul descurajării comportamentele nesigure și pentru asigurarea respectării normelor legale, contribuind astfel la siguranța rutieră; exemple: amendă, puncte de penalizare, suspendarea sau anularea permisului de conducere sau, în cazuri grave, pedeapsa cu închisoarea.
- sarcina utilă - sarcina pe care o poate transporta un vehicul, exclusiv pasagerii și combustibilul.
- savură - material pietros granulat, rezultat din concasarea rocilor, care se întrebuințează la macadamuri și la prepararea asfaltului.
- scarificator - mașină rutieră prevăzută cu colți de oțel, cu ajutorul căreia se scormonește suprafața unui unei șosele în refacere pentru a ușura executarea lucrărilor ulterioare.
- schimbător de viteze - vezi cutie de viteze.
- schimb de gaze - denumire generică a proceselor de admisie a amestecului proaspăt (inclusiv ventilația carterului) si de evacuare a gazelor arse, procese specifice funcționării unui motor cu ardere internă.
- scuter - motocicletă ușoară, cu roți mici, cu motorul așezat sub șaua conducătorului, care nu depășește 45 km/h și care poate transporta una sau două persoane.

- scuter de picior - vezi trotinetă.
- scuter motorizat - formă scuter propulsat de un motor mic, folosite pentru deplasări în oraș sau pentru plimbări de agrement; altă denumire: motoscuter.
- scuter ușor - tip de scuter care nu depășește 25 km/h.

- SDI - sigla automobilelor cu motor diesel cu absorbție și cu injecție directă.
- sedan - tip de caroserie pentru automobile cu un singur compartiment, cu locuri pentru patru până la șapte persoane; autoturism cu o astfel de caroserie; vezi și berlină.
- semafor - dispozitiv de semnalizare rutieră care reglementează circulația vehiculelor și pietonilor la intersecții, treceri de pietoni sau alte puncte de conflict pe drumuri și care utilizează un sistem de lumini colorate pentru a indica când este permisă sau interzisă deplasarea într-o anumită direcție.
- semiremorcă - remorcă cu o singură osie, a cărei parte frontală se sprijină pe partea din spate a vehiculului motor.
- semnal luminos (sau electric) - nume dat tuturor dispozitivelor folosite pentru a dirija circulația, în special pe drumurile aglomerate sau în orașe.
- semnalizare:

- indicare a parcursului unui drum către o localitate prin plantarea de panouri indicatoare; vezi și marcaj;
- acțiunea de a utiliza semnalele luminoase ale vehiculului (cum ar fi semnalele de întoarcere, luminile de frână și luminile de avarie) pentru a comunica intențiile de manevrare altor participanți la trafic.
- semn de circulație - vezi indicator rutier.
- sens giratoriu - sens obligatoriu pe care trebuie să-l urmeze autovehiculele în jurul unui rond situat la o intersecție, într-o piață etc.
- sens (de circulație) - parte a drumului public în care se circulă pe o singură direcție.

- sens unic - sistem de circulație a vehiculelor într-o singură direcție pe arterele cu mare afluență, putându-se folosi toată lățimea părții carosabile.

- senzori de parcare - sistem de senzori montați de obicei în fața și în spatele mașinii care monitorizează obiectele aflate în raza de acțiune a mașinii și îl avertizează acustic și în unele cazuri vizual pe șofer la manevrele de marșarier sau parcare.
- serie de șasiu - numărul de identificare al unui vehicul atribuit și plasat de producător și care, de regulă, este marcat pe parbriz, pe partea șoferului.
- servodirecție - sistem care utilizează dispozitive de asistență hidraulice sau electrice pentru a ușura efortul de manevrare a volanului.
- siguranță rutieră - ansamblul de măsuri, strategii și practici destinate să protejeze participanții la trafic de accidente și să minimizeze riscurile asociate circulației rutiere; se bazează pe educație și conștientizare, infrastructură rutieră corespunzătoare, legislație rutieră, conducere defensivă, tehnologii și inovații.
- sistem de antiblocare a roților - (în engleză anti-lock braking system, ABS) sistem de frânare progresivă controlată, inventat de firma Robert Bosch GmbH și care previne blocarea roților și pierderea controlului volanului pe suprafețe alunecoase.
- sistem de aprindere - sistem folosit la motoarele cu aprindere prin explozie, ce are rolul de a produce scânteia necesară aprinderii amestecului aer-combustibil.
- sistem de transmisie - vezi transmisie.
- sistem inteligent de transport -  ansamblu de tehnologii, aplicații și servicii care vizează optimizarea transportului rutier și a infrastructurii asociate prin utilizarea avansată a tehnologiilor informatice și de comunicații și care cuprinde: monitorizarea traficului, managementul acestuia, informații în timp real, sisteme de plată electronică.
- spațiu de frânare - vezi distanță de frânare.
- spațiu median - zona de separare situată între două sensuri opuse de circulație; are rolul de a preveni accidentele care ar putea surveni din cauza întâlnirii directe între vehiculele ce circulă în direcții opuse.
- spoiler - accesoriu sau o componentă a caroseriei, proiectată pentru a modifica fluxul de aer în jurul acestuia, cu scopul de a îmbunătăți performanța vehiculului, în special la viteze mari, prin influențarea aerodinamicii.
- spyder:

- autoturism ușor, cu două locuri, fabricat la începutul secolului al XX-lea;
- nume dat anumitor mașini sport, deschise , fabricate în Italia prin anii '50.
- stabilizator - legătură elastică între capetele osiei unui autovehicul, care împiedică înclinările mari ale acestuia.
- stare tehnică - starea în care se află un autovehicul din punct de vedere a întreținerii, aspectului și funcționalității.
- start-stop - sistem care oprește automat motorul în momentul în care mașina se află în staționare (de exemplu la semafor) și îl repornește automat atunci când șoferul apasă ambreiajul (pe cutiile manuale) sau pedala de accelerație (pe cutiile automate).
- stradă completă - cale urbană care conține și piste pentru bicicliști, trotuare pentru pietoni, spații de parcare, iluminat etc.
- strangulare a traficului⁠(d) - restricționare a fluxului de vehicule la intersecții, porțiuni de drum îngustate, lucrări rutiere sau în zone unde mai multe benzi se reduc la una singură, ceea ce duce la o încetinire semnificativă a traficului sau chiar la formarea de ambuteiaje⁠(d).
- strat binder - componentă a complexului rutier realizat dintr-un material asfaltic mai gros decât stratul de uzură, situat sub acesta și care asigură aderența între suprafața carosabilă și stratul de bază; altă denumire: strat de legătură.
- strat de legătură - vezi strat binder.
- strat de protecție - strat constructiv cu rol, după caz: drenant, anticapilar, izolator sau antigeliv, așezat pe pământul din patul drumului în scopul de a feri structura rutieră sau pământul de efecte dăunătoare.
- strat de rezistență - strat situat la partea inferioară a îmbrăcămintei din beton de ciment (când aceasta este formată din două straturi) care face legătura dintre stratul de uzură și stratul de fundație ale structurii rutiere.
- strat de rulare - vezi strat de uzură.
- strat de uzură - stratul de la suprafața îmbrăcămintei rutiere, executat din materiale rezistente, impermeabile, de obicei rugos, care este în contact direct cu pneurile autovehiculelor și cu condițiile climaterice; altă denumire: strat de rulare.
- supraalimentare - alimentare cu o încărcătură suplimentară a unui motor cu ardere internă pentru asigurarea puterii necesare la funcționarea în aer rarefiat (la altitudine) sau când turațiile sunt foarte mari.
- supralărgire - lărgire a părții carosabile a unui drum (în porțiunea curbelor).
- suprastructură - ansamblu format din șasiul și caroseria sau platforma unui autovehicul.
- suspensie - sistem care conectează cadrul vehiculului la roți și care permite controlul stabilității și confortului în timpul condusului, având rolul de a absorbi șocurile și vibrațiile produse de denivelările drumului, menținând în același timp roțile în contact cu suprafața drumului pentru a asigura aderența și controlul vehiculului.
- SUV - tip de vehicul care combină caracteristicile unei mașini de pasageri cu cele ale unui vehicul utilitar, având caracteristicile: gardă la sol ridicată, tracțiune integrală, design robust, capacitate de transport ridicată.

## Ș
- șanț - săpătură executată pe ambele părți ale unui drum pentru scurgerea apei; vezi și rigolă.
- șaretă - vezi cabrioletă.
- șicanare în trafic - formă de agresivitate, care implică acțiuni repetate și agresive menite să provoace frustrare sau să-i intimideze pe alți participanți la trafic; poate include manevre periculoase, precum frânări bruște în fața unei mașini, schimbări frecvente de bandă în fața aceleiași mașini, accelerări și încetiniri repetate; vezi și tailgating.

## T
- tablier - perete rigid, componentă a caroseriei unui autovehicul, care desparte habitaclul de compartimentul motor și, respectiv, de portbagaj (atunci când este cazul).
- tablou de bord - panou pe care sunt fixate aparatele și instrumentele necesare controlului și manevrării unui vehicul.
- tailgating - formă de șicanare în trafic ce constă în conducerea un vehicul foarte aproape de cel din față, fără a păstra o distanță de siguranță, pentru a o forța să se deplaseze mai repede sau să schimbe banda.[9]
- taluz - suprafața înclinată a terasamentelor sau terenului natural care mărginește lateral un rambleu sau un debleu.
- taxarea rutieră - sistem prin care șoferii plătesc o sumă de bani pentru utilizarea anumitor drumuri publice, autostrăzi sau infrastructuri rutiere, având ca scop finanțarea întreținerii și dezvoltării rețelei rutiere, dar și gestionarea traficului și reducerea poluării.[10]
- tempomat⁠(d) - instalație de reglare a vitezei, inventată de Mannesmann VDO, care menține constantă viteza de deplasare a autovehiculului, fără ca șoferul să apese pedala de accelerație.
- terasament - partea inferioară a structurii drumului, situată sub suprafața carosabilă; este baza pe care este construită întreaga infrastructură rutieră.
- torpedo(u)⁠(d):

- perete care separă într-un autovehicul locul motorului de cel rezervat conducătorului;
- sistem de frână pentru biciclete, la care frânarea se obține prin inversarea sensului de rotație a pedalelor.
- tractare auto - acțiunea de remorcare a unui vehicul care nu poate fi condus în mod normal din cauza unor defecțiuni tehnice, a unui accident sau a altor motive.
- tractor - autovehicul cu mare putere de tracțiune folosit, în agricultură și în industrie, pentru a remorca diverse unelte, mașini sau vehicule.
- tracțiune:

- forța prin care un vehicul transmite puterea motorului la roți, ceea ce permite vehiculului să se deplaseze;
- modul în care puterea motorului este aplicată pe roți pentru a propulsa vehiculul (în care caz se mai numește și configurație auto) și al cărui tip (tracțiune (față, spate, integrală) influențează comportamentul și performanțele vehiculului în diferite condiții de drum.
- tracțiune față - (prescutare în engleză: FWD) configurație auto în care puterea motorului este transmisă către roțile din față, care astfel devin responsabile atât pentru direcție, cât și pentru propulsia vehiculului.
- tracțiune integrală - (prescurtare 4WD) configurație auto în care toate cele patru roți primesc putere de la motor.
- tracțiune spate - (prescutare în engleză: RWD) configurație auto în care puterea motorului este transmisă către roțile din spate, în timp ce roțile din față sunt responsabile doar pentru direcție.

- trafic - termen care se referă atât la mișcarea și circulația vehiculelor, pietonilor și altor participanți pe drumuri, autostrăzi și străzi, precum și la vehiculele staționare pe o rețea rutieră și la pietonii care folosesc trecerile de pietoni sau trotuarele.
- transmisie - sistem prin intermediul căruia puterea motorului ajunge la roți (la roțile motoare).

- transmisie manuală - sistem de transmisie în care schimbările de viteze se efectuează prin selectarea manuală a treptelor de viteză,

- transport intermodal - metodă de transport internațional cu ajutorul containerelor și care implică diferite moduri de transport: transport rutier, cale ferată, transport aerian, transport maritim, etc.; vezi și unitate de transport intermodal.
- transport în comun - serviciu public de transport de persoane, efectuat cu autobuze, troleibuze, tramvaie etc.
- transport rutier -  deplasarea bunurilor și pasagerilor pe drumuri și autostrăzi folosind vehicule cu motor, cum ar fi: autoturisme, camioane, autobuze și motociclete.
- traversare - acțiunea unui pieton de a trece de pe o parte a drumului (sau a unei căi ferate) pe cealaltă parte; poate avea loc pe treceri de pietoni, la semafoare sau în alte locuri desemnate.
- trecere de pietoni - zonă marcată pe o șosea, destinată traversării în siguranță a pietonilor și care este indicată de obicei prin linii albe paralele trasate pe carosabil (cunoscută și sub denumirea de "zebră"), dar poate fi semnalizată și prin semne de circulație sau semafoare dedicate pietonilor; vezi și traversare.
- trecere la nivel⁠(d) (cu calea ferată) - intersecție între un drum rutier și o linie de cale ferată și unde vehiculele și pietonii trebuie să respecte semnalele de avertizare (luminoase, sonore) și barierele⁠(d) pentru a permite circulația în siguranță și a preveni coliziunile cu trenurile.
- tricicletă (sau triciclu) - vehicul cu trei roți, pus în mișcare cu ajutorul unor pedale asemănătoare cu ale bicicletei.
- triunghi de autostrăzi - nod de trafic rutier cu trei brațe, o intersecție denivelată în care se intersectează trei autostrăzi.
- troleibuz - vehicul rutier de transport în comun, cu tracțiune electrică, asemănător cu autobuzul, prevăzut cu troleu.
- trotinetă - mic vehicul, compus dintr-o platformă montată pe două roți și articulată cu o bară perpendiculară pe aceasta, servind ca bară de direcție, și care se pune în mișcare prin împingerea cu un picior; altă denumire: scuter de picior.
- trotuar - porțiune special amenajată de-a lungul unei străzi, mai ridicată decât partea carosabilă, rezervată circulației pietonilor.

## Ț
- țeavă de eșapament - tub prin care se evacuează gazele arse.

## U
- ucidere din culpă - în contextul unui accident auto, situația în care șoferul provoacă decesul unei persoane din cauza nerespectării normelor rutiere sau al unui comportament lipsit de responsabilitate în trafic.
- ulei pentru transmisie automată - ulei mineral pentru cutiile de viteze automate și pentru servodirecții; abreviere: ATF ("Automatic Transmission Fluid").
- unghi de fugă a roților - unghiul dintre verticală și axa de direcție a vehiculului, privit din lateral.
- unghi mort⁠(d) - acele zone din jurul unui vehicul pe care șoferul nu le poate vedea direct nici prin oglinzile laterale, nici prin oglinda retrovizoare, ceea ce poate conduce la accidente, dacă nu sunt verificate corect înainte de a efectua manevre.
- unitate de transport intermodal - container, cutie mobilă sau semiremorcă/autovehicul de transport mărfuri, adecvat transportului intermodal.
- unitate Ro-Ro - echipament prevăzut cu roți pentru transportul de mărfuri precum un camion, remorcă sau semiremorcă, care poate condus sau remorcat către o navă sau tren.
- utilizare problematică a telefonului⁠(d) - situația în care participanții la trafic folosesc telefoanele mobile într-un mod care le distrage atenția de la traversarea străzilor sau de la conducere, crescând astfel riscul de accidente rutiere.

## V
- val de trafic - fenomen dinamic care apare atunci când un grup de vehicule se deplasează pe o porțiune de drum în mod coordonat sau sincronizat, în formă de undă sau val, datorită condițiilor rutiere sau interacțiunilor dintre șoferi.
- vehicle-to-everything - sistem avansat de comunicare între vehicule⁠(d) (de tip wireless) și alte elemente din infrastructura rutieră și mediul înconjurător; include o gamă largă de tipuri de comunicații care permit vehiculelor să comunice nu doar între ele, ci și cu alte entități relevante pentru siguranța și eficiența traficului.
- vehicul cu combustibil dublu - vezi vehicul multicarburant.
- vehicul cu hidrogen - vehicul care utilizează combustibil hidrogen pentru puterea motrică.
- vehicul multicarburant - vehicul cu motor cu ardere internă capabil să funcționeze cu mai multe tipuri de combustibil, stocate în același rezervor; altă denumire: vehicul cu combustibil dublu.
- viaduct - construcție de piatră, de beton sau de metal care susține o cale de comunicație terestră, traversând o vale la mare înălțime.
- vilbrochen - vezi arbore cotit.
- viraj:

- schimbare a direcției de mers a unui vehicul;
- porțiune curbă a unei piste sau a unei șosele cu raza de curbură mică.
- viteză de proiectare – viteza de proiectare este viteza care se alege la construcția unui drum nou, la modernizarea, consolidarea sau reabilitarea unui drum existent, în vederea determinării caracteristicilor geometrice care să permită fiecărui vehicul să poată circula cu viteza respectivă, în siguranță.
- volan - piesă de formă circulară din mecanismul unui autovehicul, aflată la bord, cu ajutorul căreia se dă autovehiculului direcția dorită.
- volant - roată, de obicei foarte grea, montată pe arborele motor al unor mașini cu piston, care servește ca element de reglare a mișcării și de uniformizare a turației.
- volumul de trafic - numărul de vehicule care trec printr-un anumit punct al unei rețele rutiere într-un interval specificat, de obicei măsurat în vehicule pe oră; vezi și flux de trafic.

## Z
- zonă pietonală - bandă destinată deplasării pietonilor și unde autovehiculele sunt supuse unor reguli speciale de circulație.